# Pieter Adam van Holthe tot Echten

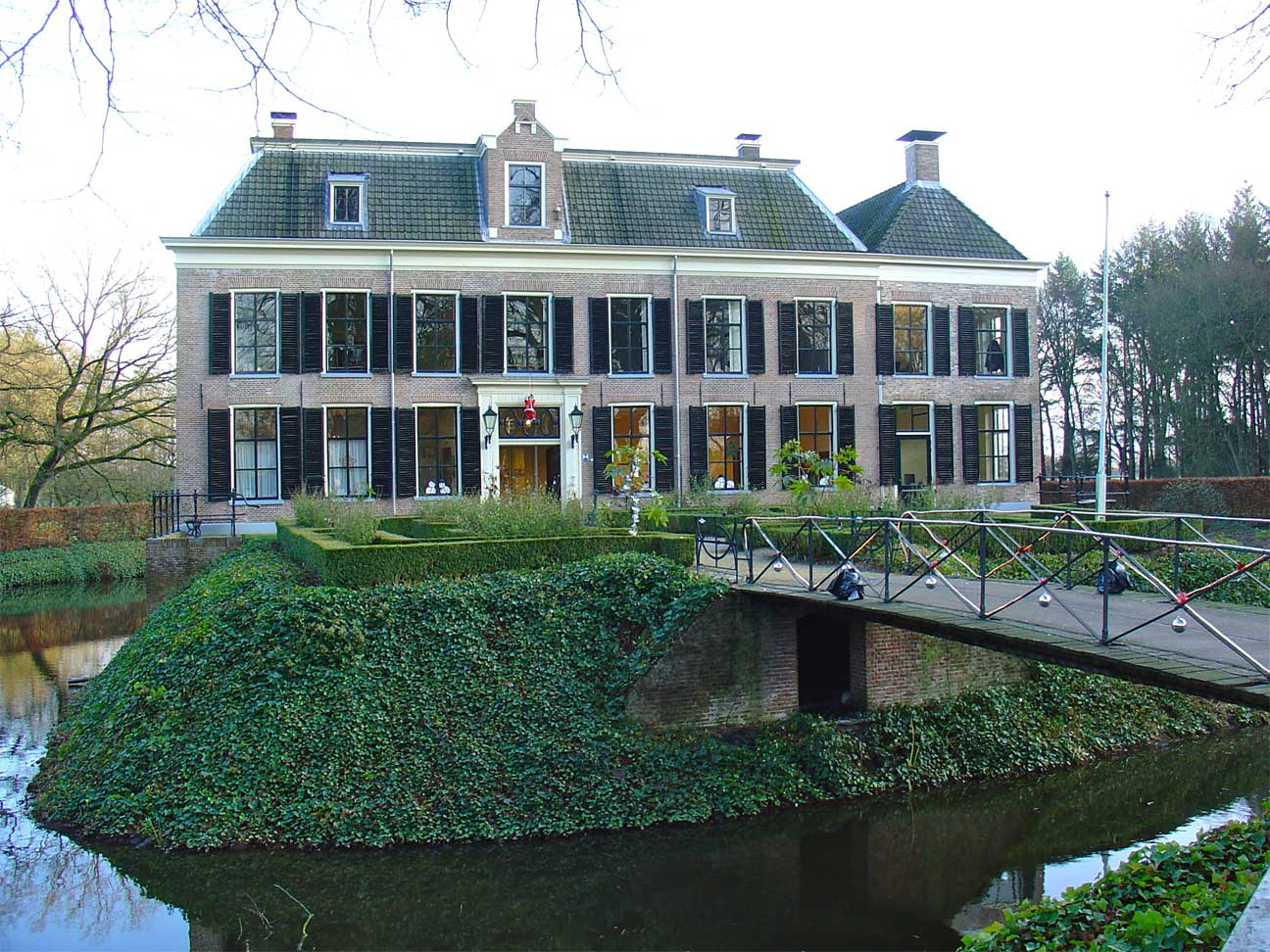
Het Huis te Echten, het geboortehuis van Pieter Adam van Holthe tot Echten, na het overlijden van zijn ouders in zijn bezit

Pieter Adam van Holthe tot Echten (Echten, 4 januari 1807 - Assen, 12 februari 1883) was een Nederlandse jurist.

## Leven en werk
Jhr. mr. Van Holthe tot Echten was een zoon van de gedeputeerde van Drenthe Rudolph Otto van Holthe tot Echten en Anna Geertruida van Echten. Hij studeerde rechten aan de universiteit van Groningen en promoveerde aldaar in 1829. 
Hij was vanaf 1838 kantonrechter in Hoogeveen. Van 1840 tot 1845 was hij lid van Provinciale Staten van Drenthe. In 1845 werd hij benoemd tot raadsheer bij het gerechtshof te Assen. In 1870 volgde zijn benoeming tot president van dit gerechtshof. Hij was tevens raadslid van Assen. Van Holthe tot Echten werd in 1873 benoemd tot Ridder in de Orde van de Nederlandse Leeuw. Hij overleed in februari 1883 op 76-jarige leeftijd te Assen.
Van Holthe tot Echten trouwde op 12 april 1845 te Dordrecht met jkvr. Petronella Maria Nicoletta de Court, dochter van jhr. Etienne Jean de Court en Margaretha Westerouen van Meeteren. Van hun zonen werd Hendrik Gerard burgemeester van Ruinen, Rudolph Otto Arend kantonrechter te Emmen en Rudolph Otto raadsheer en vicepresident van het gerechtshof te 's-Gravenhage. Hun dochter Anna Geertruida trouwde met Hendrik van der Wijck, burgemeester van Westerbork, Roden en Rolde.